# 出口敦
出口 敦（でぐち あつし、1961年（昭和36年） - ）は、日本の建築学者（都市研究）、都市計画家、アーバンデザイナー。東京大学大学院新領域創成科学研究科教授。工学博士（東京大学）。

## 概要
研究分野は、都市デザイン、都市計画、アジア都市、都市計画マスタープラン、都心賑わい論。

## 略歴
東京都生まれ。1984年　東京大学工学部都市工学科卒業。
1990年　東京大学大学院博士後期課程修了。ウィーン工科大学留学。
1992年　東京大学助手。
1993年～2006年　九州大学助教授。
1997年～1998年　マサチューセッツ工科大学客員研究員。
2006年～2011年　九州大学教授。
2011年　東京大学教授。

## 受賞歴
- 1987年　IFHP国際設計競技最優秀賞

## 著書

### 共著
- アーバンデザインの現代的展望　（共著、渡辺定夫編著、鹿島出版会、1993年）
- まちづくりデザインのプロセス　（共著、日本建築学会、2004年）
- 景観まちづくり　（共著、まちづくり教科書　第8巻、丸善、2005年）
- 都市美　（共著、西村幸夫編著、学芸出版社、2005年）

### 編著
- アジアの都市共生　（編著、九州大学出版会、2005年）